# Trinidad-Naturasphalt

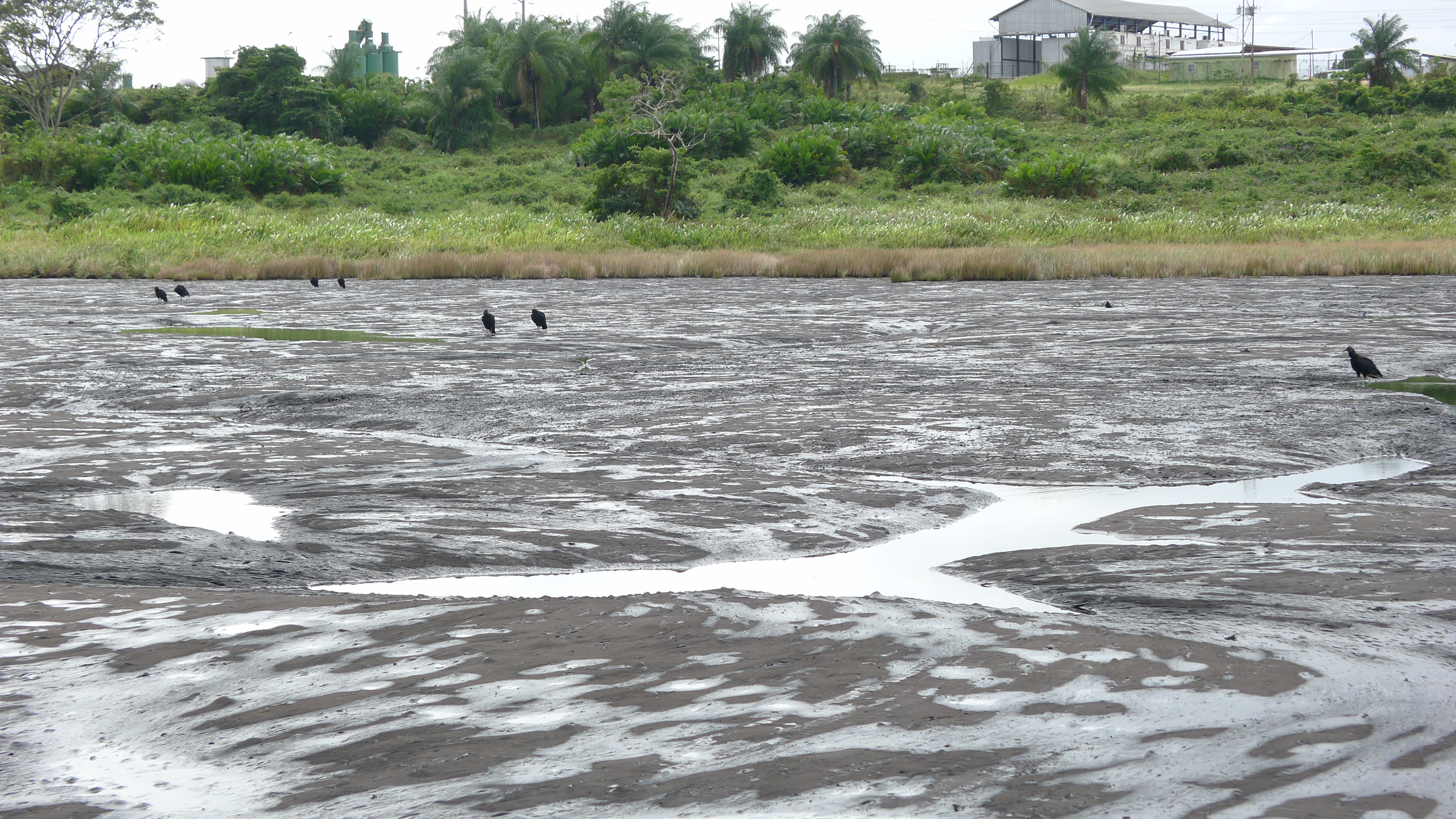
Der La Brea Pitch Lake auf Trinidad

Trinidad-Naturasphalt ist die Bezeichnung eines auf der Insel Trinidad natürlich vorkommenden Rohstoffs aus Naturbitumen und Gesteinskörnung. Er wird dem Bau-Asphalt, dessen Bindemittel aus dem aus Erdöl künstlich gewonnenen Bitumen besteht, in geringen Mengen beigemischt, um dessen Eigenschaften zu verbessern. Besonders bei Verkehrsflächen mit hoher Belastung durch Schwerlastverkehr kann die Zugabe von bis zu 3,0 M.-% (Masseprozent) Trinidad-Naturasphalt sinnvoll sein.
Der Naturasphalt setzt sich zu je einem Drittel aus Wasser, Bitumen und Mineralstoffen zusammen und verbessert die Eigenschaften des Straßenbaubitumens in Hinblick auf:
- Benetzung,
- Haftfestigkeit,
- Verformungswiderstand und
- Alterungsbeständigkeit.

## Vorkommen und Gewinnung

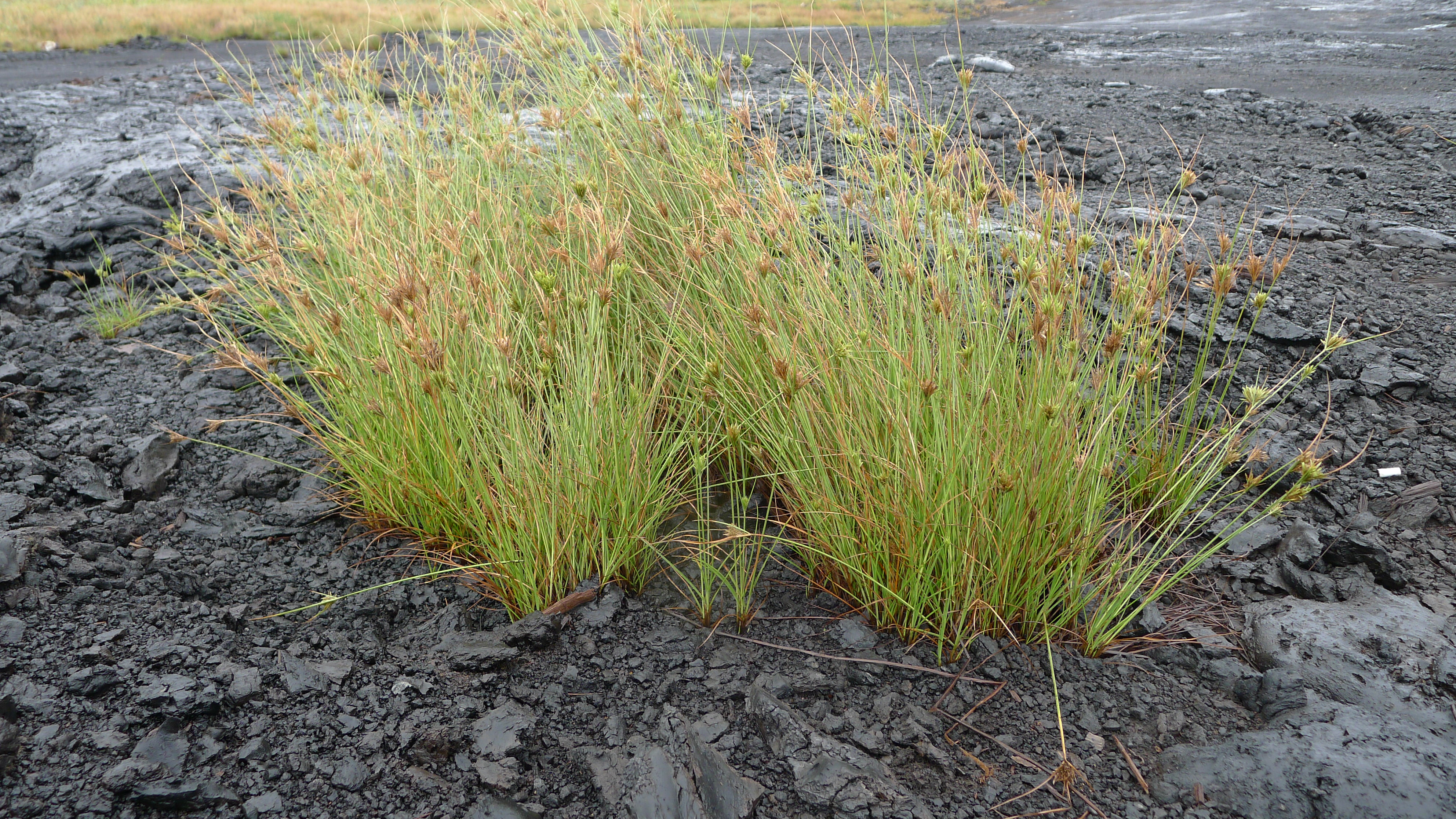
Vegetation auf dem Asphaltsee

Der Trinidad-Naturasphalt entstammt dem La Brea Pitch Lake auf der Karibik-Insel Trinidad. Sein Durchmesser beträgt 450 Meter und seine Oberfläche liegt 25 Meter über dem nahegelegenen Meer. Er wurde 1595 von Sir Walter Raleigh entdeckt. Die Naturbitumenquelle am Boden des Sees ist die weltweit ergiebigste ihrer Art.
Der Abbau des im Rohzustand stark wasserhaltigen Naturasphaltes wurde bis vor wenigen Jahrzehnten von Hand durch Heraushacken größerer Asphaltbrocken aus der Oberfläche vorgenommen. Seit den 60er Jahren erfolgt die Gewinnung weitestgehend maschinell. Mit Planierraupen wird der Asphalt abgeschürft und zu Mieten zusammengeschoben. Mittels Radlader, Traktoren und LKW werden die Bruchstücke zum Seeufer transportiert und von dort auf schienengeführten Loren in große Schmelztanks verbracht. Durch Aufheizung auf 140 °C bis 150 °C wird der Rohasphalt verflüssigt. Der freie Wasseranteil von ca. 30 % verdampft dabei. Die Schmelztanks sind mit langsam laufenden Rührwerken versehen, durch die ein Absetzen der feinen Mineralstoffe verhindert wird. Durch mehrere Siebe in den Abfüllleitungen werden bisweilen enthaltene bzw. durch den Abbauprozess eingebrachte gröbere Inhaltsstoffe  ausgefiltert. Nach vollständiger Reinigung (epuré ~ französisch: gereinigt, geläutert) wird der zähflüssige Trinidad-Naturasphalt in vor Ort hergestellten Hartfaserfässer abgezogen, in denen er abkühlt und erstarrt. Nach mehreren Tagen ist durch die geologische Aktivität unter dem See wieder so viel Naturasphalt an die Oberfläche nachgedrückt worden, dass an derselben Stelle wieder Material abgebaut werden kann.

## Zusammensetzung
In der Form, wie der Trinidad-Naturasphalt aus dem Pitch Lake gewonnen wird, stellt er ein verhältnismäßig einheitliches Gemisch aus Wasser, mineralischen Anteilen und Bitumen mit folgender durchschnittlicher Zusammensetzung dar:
| Bitumen                         | 39,3 M.-%      |
| Mineralische Anteile            | 27,2 M.-%      |
| Wasser usw. flüchtig bis 160 °C | 29,0–30,2 M.-% |
| Hydratwasser                    | 3,3 M.-%       |

Dieses Gemisch ist mehr oder minder als eine Emulsion zu betrachten. Für die praktische Verwendung ist der Trinidad-Naturasphalt in dieser ursprünglichen Beschaffenheit nicht geeignet. Er wird deshalb einem Aufschmelzprozess unterzogen. Der gereinigte und abgefüllte Trinidad-Naturasphalt weist folgende stets gleich bleibende Zusammensetzung auf:
| Lösliches Bitumen      | 53,0–55,0 M.-% |
| Mineralstoffe          | 36,0–37,0 M.-% |
| restliche Bestandteile | 9,0–10,0 M.-%  |

Unter den „restlichen Bestandteilen“ versteht man Bestandteile des Trinidad Epuré, die weder dem Bitumen noch den Mineralstoffen zugeordnet werden können. Sie sind durch Veraschung bestimmbar. Die Mineralstoffe setzen sich zusammen aus:
| < 0,063 mm     | 90,2 M.-% |
| 0,063–0,125 mm | 9,8 M.-%  |

Da Trinidad Epuré nur in Mengen bis höchstens 3,0 M.-% dem Asphalt zugegeben wird, sind in der Asphalt-mischung max. 0,3 M.-% „restliche Bestandteile“ bzw. 0,4 M.-% der Kornklasse >0,063 mm enthalten.
Wegen dieser geringen Mengen ist es zulässig und technisch vertretbar, die „restlichen Bestandteile“ als Füller (0–0,063 mm) anzusehen.
Darüber hinaus enthält Trinidad Epuré noch kristallin gebundenes Wasser. Dieses ist bei der Bindemittelextraktion nicht aus dem Trinidad Epuré entfernbar. Es wird erst bei Temperaturen > 150 °C partiell freigesetzt und bewirkt zum Teil die bekannt gute Verarbeitbarkeit des Trinidad-Naturasphaltes. Bei der rechnerischen Behandlung von Trinidad-Naturasphaltprodukten bleibt dieser Wasseranteil unberücksichtigt.
Weitere Eigenschaften:
| Farbe          | Mattschwarz     |
| Dichte         | 1,40–1,42 g/cm³ |
| Penetration    | 1–4 0,1 mm      |
| EP RuK         | 93–98 °C        |
| Schwefelgehalt | 6–8 M.-%        |

Das durch Extraktion nach TP A-01 aus dem Trinidad Epuré lösbare Bitumen weist folgende Eigenschaften auf:
| Dichte               | 1,06–1,08 g/cm³ |
| Penetration          | 3–12 0,1 mm     |
| Erweichungspunkt RuK | 68–78 °C        |

## Analysedaten
Weitere charakteristische Eigenschaftswerte von Trinidad Epuré:
| Farbe                                       | schwarz        |
| Bruch                                       | muschelig      |
| Glanz                                       | stumpf         |
| Strich                                      | schwarz        |
| Massendichte bei 25 °C                      | 1,4–1,42 g/cm³ |
| Penetration bei 25 °C                       | 1,5–4,0 0,1 mm |
| Duktilität bei 25 °C                        | 1,0–1,8 cm     |
| Erweichungspunkt Kraemer-Sarnow             | 84–87 °C       |
| Erweichungspunkt Ring und Kugel             | 94–97 °C       |
| Verdampfungsverlust bei 160 °C in 5 Stunden | 1,1–1,7 %      |
| Schwefelgehalt                              | 6,0–8,0 M.-%   |
| Volumenausdehnungskoeffizient               | 0,000517 K−1   |
| spez. Wärme                                 | 0,437          |
| Elektrische Durchschlagsfestigkeit          | 58 Kilovolt/mm |

Aus der näheren Betrachtung der vorstehenden Tabelle ist zu entnehmen, dass die Summe des in Schwefelkohlenstoff löslichen Bitumens und des mineralischen Anteiles nicht auf 100 M.-% aufgeht. Der Unterschied erklärt sich durch die Gegenwart von ungelöster organischer Substanz (teils Bitumen), die bei der Verbrennung verloren geht.
Im Trinidad-Naturasphalt sind die Feinmineralanteile in der Lage, Bitumen durch Absorption festzuhalten. Die Menge dieses nicht löslichen Bitumens wurde mit etwa 1,3 M.-% ermittelt. Auf Trinidad Epuré bezogen sind es etwa 0,5 M.-%.
Der übrige Anteil des nicht näher zu kennzeichnenden Materials besteht aus Hydratwasser, flüchtigen Anteilen des Tons und der anderen Mineralien im mineralischen Anteil und organischen Substanzen, hauptsächlich vegetabilischen Ursprungs. Es ist nicht möglich, genaue Angaben über diese Bestandteile zu machen. Der Gesamtanteil dieses nicht näher gekennzeichneten Materials geht selten über 9 bis 10 M.-%.
Die im Trinidad Epuré vorhandenen mineralischen Anteile liegen in ihrer Menge zwischen 36 und 38 M.-% des Gesamtgewichtes. Sie bestehen im Wesentlichen aus Quarz und Lehm und dem Rückstand von Salzen, die in den rohen Trinidad-Naturasphalt im Laufe seiner Entstehungsgeschichte emulgiert worden sind.